# Actio
Nel canone dell'ars oratoria, l'actio (detta anche pronuntiatio) è uno dei cinque momenti della creazione dell'orazione.
L'oratore, dopo inventio, dispositio, elocutio e memoria, nell'actio si concentra sull'impostazione della voce, sulla modulazione dei toni e sulla prova generale dei gesti da fare al momento della prestazione.
L'actio corrisponde alla ὑποκριτική, yupokritiké, della tradizione retorica greca.

### Fonti antiche
- Aristotele, Retorica.
- Marco Tullio Cicerone, De oratore.
- Marco Fabio Quintiliano, Institutio oratoria.

### Fonti moderne
- Bice Mortara Garavelli, Manuale di retorica, Milano, Bompiani, 2003, ISBN 88-452-4750-3.
- Laurent Pernot, La retorica dei greci e dei romani, Napoli, Palumbo, 2006, ISBN 88-6017-017-6.
- Chaim Perelman e Lucie Olbrechts-Tyteca, Trattato dell'argomentazione, Torino, Einaudi, 1966.
- (EN) Sharon Crowley e Debra Hawhee, Ancient Rhetorics for Contemporary Students, New York, Pearson Education, 2004.